# H. F. L. Meyer
(H. F. L. Meyer, 1882)
Heinrich Friedrich Ludwig Meyer (Hannover, 6 giugno 1839 – Inghilterra, 15 gennaio 1928) è stato un compositore di scacchi tedesco naturalizzato britannico.
Firmò tutti i suoi lavori con il nome H. F. L. Meyer.
Si sa poco di lui, in data imprecisata si trasferì in Inghilterra, rimanendovi per tutta la vita.
Nel libro "A Complete Guide to the Game of Chess: From the Alphabet to the Solution and Construction of Problems" (Griffith, Farran & Co., Londra 1882), propose una notazione delle case della scacchiera di tipo alfabetico, con lettere diverse da quelle attuali, ma in sostanza molto simile alla notazione algebrica usata attualmente.
Fu un precursore di diversi temi problemistici, tra cui il tema Bristol e il tema indiano.

## Problemi d'esempio
|   | a | b | c | d | e | f | g | h |   |
| 8 | b8 torre del bianco · d7 pedone del nero · d6 alfiere del bianco · c5 cavallo del bianco · e5 pedone del nero · e4 pedone del bianco · c3 re del nero · a2 pedone del nero · b2 torre del bianco · c2 alfiere del bianco · f2 re del bianco · a1 alfiere del nero | b8 torre del bianco · d7 pedone del nero · d6 alfiere del bianco · c5 cavallo del bianco · e5 pedone del nero · e4 pedone del bianco · c3 re del nero · a2 pedone del nero · b2 torre del bianco · c2 alfiere del bianco · f2 re del bianco · a1 alfiere del nero | b8 torre del bianco · d7 pedone del nero · d6 alfiere del bianco · c5 cavallo del bianco · e5 pedone del nero · e4 pedone del bianco · c3 re del nero · a2 pedone del nero · b2 torre del bianco · c2 alfiere del bianco · f2 re del bianco · a1 alfiere del nero | b8 torre del bianco · d7 pedone del nero · d6 alfiere del bianco · c5 cavallo del bianco · e5 pedone del nero · e4 pedone del bianco · c3 re del nero · a2 pedone del nero · b2 torre del bianco · c2 alfiere del bianco · f2 re del bianco · a1 alfiere del nero | b8 torre del bianco · d7 pedone del nero · d6 alfiere del bianco · c5 cavallo del bianco · e5 pedone del nero · e4 pedone del bianco · c3 re del nero · a2 pedone del nero · b2 torre del bianco · c2 alfiere del bianco · f2 re del bianco · a1 alfiere del nero | b8 torre del bianco · d7 pedone del nero · d6 alfiere del bianco · c5 cavallo del bianco · e5 pedone del nero · e4 pedone del bianco · c3 re del nero · a2 pedone del nero · b2 torre del bianco · c2 alfiere del bianco · f2 re del bianco · a1 alfiere del nero | b8 torre del bianco · d7 pedone del nero · d6 alfiere del bianco · c5 cavallo del bianco · e5 pedone del nero · e4 pedone del bianco · c3 re del nero · a2 pedone del nero · b2 torre del bianco · c2 alfiere del bianco · f2 re del bianco · a1 alfiere del nero | b8 torre del bianco · d7 pedone del nero · d6 alfiere del bianco · c5 cavallo del bianco · e5 pedone del nero · e4 pedone del bianco · c3 re del nero · a2 pedone del nero · b2 torre del bianco · c2 alfiere del bianco · f2 re del bianco · a1 alfiere del nero | 8 |
| 7 | b8 torre del bianco · d7 pedone del nero · d6 alfiere del bianco · c5 cavallo del bianco · e5 pedone del nero · e4 pedone del bianco · c3 re del nero · a2 pedone del nero · b2 torre del bianco · c2 alfiere del bianco · f2 re del bianco · a1 alfiere del nero | b8 torre del bianco · d7 pedone del nero · d6 alfiere del bianco · c5 cavallo del bianco · e5 pedone del nero · e4 pedone del bianco · c3 re del nero · a2 pedone del nero · b2 torre del bianco · c2 alfiere del bianco · f2 re del bianco · a1 alfiere del nero | b8 torre del bianco · d7 pedone del nero · d6 alfiere del bianco · c5 cavallo del bianco · e5 pedone del nero · e4 pedone del bianco · c3 re del nero · a2 pedone del nero · b2 torre del bianco · c2 alfiere del bianco · f2 re del bianco · a1 alfiere del nero | b8 torre del bianco · d7 pedone del nero · d6 alfiere del bianco · c5 cavallo del bianco · e5 pedone del nero · e4 pedone del bianco · c3 re del nero · a2 pedone del nero · b2 torre del bianco · c2 alfiere del bianco · f2 re del bianco · a1 alfiere del nero | b8 torre del bianco · d7 pedone del nero · d6 alfiere del bianco · c5 cavallo del bianco · e5 pedone del nero · e4 pedone del bianco · c3 re del nero · a2 pedone del nero · b2 torre del bianco · c2 alfiere del bianco · f2 re del bianco · a1 alfiere del nero | b8 torre del bianco · d7 pedone del nero · d6 alfiere del bianco · c5 cavallo del bianco · e5 pedone del nero · e4 pedone del bianco · c3 re del nero · a2 pedone del nero · b2 torre del bianco · c2 alfiere del bianco · f2 re del bianco · a1 alfiere del nero | b8 torre del bianco · d7 pedone del nero · d6 alfiere del bianco · c5 cavallo del bianco · e5 pedone del nero · e4 pedone del bianco · c3 re del nero · a2 pedone del nero · b2 torre del bianco · c2 alfiere del bianco · f2 re del bianco · a1 alfiere del nero | b8 torre del bianco · d7 pedone del nero · d6 alfiere del bianco · c5 cavallo del bianco · e5 pedone del nero · e4 pedone del bianco · c3 re del nero · a2 pedone del nero · b2 torre del bianco · c2 alfiere del bianco · f2 re del bianco · a1 alfiere del nero | 7 |
| 6 | b8 torre del bianco · d7 pedone del nero · d6 alfiere del bianco · c5 cavallo del bianco · e5 pedone del nero · e4 pedone del bianco · c3 re del nero · a2 pedone del nero · b2 torre del bianco · c2 alfiere del bianco · f2 re del bianco · a1 alfiere del nero | b8 torre del bianco · d7 pedone del nero · d6 alfiere del bianco · c5 cavallo del bianco · e5 pedone del nero · e4 pedone del bianco · c3 re del nero · a2 pedone del nero · b2 torre del bianco · c2 alfiere del bianco · f2 re del bianco · a1 alfiere del nero | b8 torre del bianco · d7 pedone del nero · d6 alfiere del bianco · c5 cavallo del bianco · e5 pedone del nero · e4 pedone del bianco · c3 re del nero · a2 pedone del nero · b2 torre del bianco · c2 alfiere del bianco · f2 re del bianco · a1 alfiere del nero | b8 torre del bianco · d7 pedone del nero · d6 alfiere del bianco · c5 cavallo del bianco · e5 pedone del nero · e4 pedone del bianco · c3 re del nero · a2 pedone del nero · b2 torre del bianco · c2 alfiere del bianco · f2 re del bianco · a1 alfiere del nero | b8 torre del bianco · d7 pedone del nero · d6 alfiere del bianco · c5 cavallo del bianco · e5 pedone del nero · e4 pedone del bianco · c3 re del nero · a2 pedone del nero · b2 torre del bianco · c2 alfiere del bianco · f2 re del bianco · a1 alfiere del nero | b8 torre del bianco · d7 pedone del nero · d6 alfiere del bianco · c5 cavallo del bianco · e5 pedone del nero · e4 pedone del bianco · c3 re del nero · a2 pedone del nero · b2 torre del bianco · c2 alfiere del bianco · f2 re del bianco · a1 alfiere del nero | b8 torre del bianco · d7 pedone del nero · d6 alfiere del bianco · c5 cavallo del bianco · e5 pedone del nero · e4 pedone del bianco · c3 re del nero · a2 pedone del nero · b2 torre del bianco · c2 alfiere del bianco · f2 re del bianco · a1 alfiere del nero | b8 torre del bianco · d7 pedone del nero · d6 alfiere del bianco · c5 cavallo del bianco · e5 pedone del nero · e4 pedone del bianco · c3 re del nero · a2 pedone del nero · b2 torre del bianco · c2 alfiere del bianco · f2 re del bianco · a1 alfiere del nero | 6 |
| 5 | b8 torre del bianco · d7 pedone del nero · d6 alfiere del bianco · c5 cavallo del bianco · e5 pedone del nero · e4 pedone del bianco · c3 re del nero · a2 pedone del nero · b2 torre del bianco · c2 alfiere del bianco · f2 re del bianco · a1 alfiere del nero | b8 torre del bianco · d7 pedone del nero · d6 alfiere del bianco · c5 cavallo del bianco · e5 pedone del nero · e4 pedone del bianco · c3 re del nero · a2 pedone del nero · b2 torre del bianco · c2 alfiere del bianco · f2 re del bianco · a1 alfiere del nero | b8 torre del bianco · d7 pedone del nero · d6 alfiere del bianco · c5 cavallo del bianco · e5 pedone del nero · e4 pedone del bianco · c3 re del nero · a2 pedone del nero · b2 torre del bianco · c2 alfiere del bianco · f2 re del bianco · a1 alfiere del nero | b8 torre del bianco · d7 pedone del nero · d6 alfiere del bianco · c5 cavallo del bianco · e5 pedone del nero · e4 pedone del bianco · c3 re del nero · a2 pedone del nero · b2 torre del bianco · c2 alfiere del bianco · f2 re del bianco · a1 alfiere del nero | b8 torre del bianco · d7 pedone del nero · d6 alfiere del bianco · c5 cavallo del bianco · e5 pedone del nero · e4 pedone del bianco · c3 re del nero · a2 pedone del nero · b2 torre del bianco · c2 alfiere del bianco · f2 re del bianco · a1 alfiere del nero | b8 torre del bianco · d7 pedone del nero · d6 alfiere del bianco · c5 cavallo del bianco · e5 pedone del nero · e4 pedone del bianco · c3 re del nero · a2 pedone del nero · b2 torre del bianco · c2 alfiere del bianco · f2 re del bianco · a1 alfiere del nero | b8 torre del bianco · d7 pedone del nero · d6 alfiere del bianco · c5 cavallo del bianco · e5 pedone del nero · e4 pedone del bianco · c3 re del nero · a2 pedone del nero · b2 torre del bianco · c2 alfiere del bianco · f2 re del bianco · a1 alfiere del nero | b8 torre del bianco · d7 pedone del nero · d6 alfiere del bianco · c5 cavallo del bianco · e5 pedone del nero · e4 pedone del bianco · c3 re del nero · a2 pedone del nero · b2 torre del bianco · c2 alfiere del bianco · f2 re del bianco · a1 alfiere del nero | 5 |
| 4 | b8 torre del bianco · d7 pedone del nero · d6 alfiere del bianco · c5 cavallo del bianco · e5 pedone del nero · e4 pedone del bianco · c3 re del nero · a2 pedone del nero · b2 torre del bianco · c2 alfiere del bianco · f2 re del bianco · a1 alfiere del nero | b8 torre del bianco · d7 pedone del nero · d6 alfiere del bianco · c5 cavallo del bianco · e5 pedone del nero · e4 pedone del bianco · c3 re del nero · a2 pedone del nero · b2 torre del bianco · c2 alfiere del bianco · f2 re del bianco · a1 alfiere del nero | b8 torre del bianco · d7 pedone del nero · d6 alfiere del bianco · c5 cavallo del bianco · e5 pedone del nero · e4 pedone del bianco · c3 re del nero · a2 pedone del nero · b2 torre del bianco · c2 alfiere del bianco · f2 re del bianco · a1 alfiere del nero | b8 torre del bianco · d7 pedone del nero · d6 alfiere del bianco · c5 cavallo del bianco · e5 pedone del nero · e4 pedone del bianco · c3 re del nero · a2 pedone del nero · b2 torre del bianco · c2 alfiere del bianco · f2 re del bianco · a1 alfiere del nero | b8 torre del bianco · d7 pedone del nero · d6 alfiere del bianco · c5 cavallo del bianco · e5 pedone del nero · e4 pedone del bianco · c3 re del nero · a2 pedone del nero · b2 torre del bianco · c2 alfiere del bianco · f2 re del bianco · a1 alfiere del nero | b8 torre del bianco · d7 pedone del nero · d6 alfiere del bianco · c5 cavallo del bianco · e5 pedone del nero · e4 pedone del bianco · c3 re del nero · a2 pedone del nero · b2 torre del bianco · c2 alfiere del bianco · f2 re del bianco · a1 alfiere del nero | b8 torre del bianco · d7 pedone del nero · d6 alfiere del bianco · c5 cavallo del bianco · e5 pedone del nero · e4 pedone del bianco · c3 re del nero · a2 pedone del nero · b2 torre del bianco · c2 alfiere del bianco · f2 re del bianco · a1 alfiere del nero | b8 torre del bianco · d7 pedone del nero · d6 alfiere del bianco · c5 cavallo del bianco · e5 pedone del nero · e4 pedone del bianco · c3 re del nero · a2 pedone del nero · b2 torre del bianco · c2 alfiere del bianco · f2 re del bianco · a1 alfiere del nero | 4 |
| 3 | b8 torre del bianco · d7 pedone del nero · d6 alfiere del bianco · c5 cavallo del bianco · e5 pedone del nero · e4 pedone del bianco · c3 re del nero · a2 pedone del nero · b2 torre del bianco · c2 alfiere del bianco · f2 re del bianco · a1 alfiere del nero | b8 torre del bianco · d7 pedone del nero · d6 alfiere del bianco · c5 cavallo del bianco · e5 pedone del nero · e4 pedone del bianco · c3 re del nero · a2 pedone del nero · b2 torre del bianco · c2 alfiere del bianco · f2 re del bianco · a1 alfiere del nero | b8 torre del bianco · d7 pedone del nero · d6 alfiere del bianco · c5 cavallo del bianco · e5 pedone del nero · e4 pedone del bianco · c3 re del nero · a2 pedone del nero · b2 torre del bianco · c2 alfiere del bianco · f2 re del bianco · a1 alfiere del nero | b8 torre del bianco · d7 pedone del nero · d6 alfiere del bianco · c5 cavallo del bianco · e5 pedone del nero · e4 pedone del bianco · c3 re del nero · a2 pedone del nero · b2 torre del bianco · c2 alfiere del bianco · f2 re del bianco · a1 alfiere del nero | b8 torre del bianco · d7 pedone del nero · d6 alfiere del bianco · c5 cavallo del bianco · e5 pedone del nero · e4 pedone del bianco · c3 re del nero · a2 pedone del nero · b2 torre del bianco · c2 alfiere del bianco · f2 re del bianco · a1 alfiere del nero | b8 torre del bianco · d7 pedone del nero · d6 alfiere del bianco · c5 cavallo del bianco · e5 pedone del nero · e4 pedone del bianco · c3 re del nero · a2 pedone del nero · b2 torre del bianco · c2 alfiere del bianco · f2 re del bianco · a1 alfiere del nero | b8 torre del bianco · d7 pedone del nero · d6 alfiere del bianco · c5 cavallo del bianco · e5 pedone del nero · e4 pedone del bianco · c3 re del nero · a2 pedone del nero · b2 torre del bianco · c2 alfiere del bianco · f2 re del bianco · a1 alfiere del nero | b8 torre del bianco · d7 pedone del nero · d6 alfiere del bianco · c5 cavallo del bianco · e5 pedone del nero · e4 pedone del bianco · c3 re del nero · a2 pedone del nero · b2 torre del bianco · c2 alfiere del bianco · f2 re del bianco · a1 alfiere del nero | 3 |
| 2 | b8 torre del bianco · d7 pedone del nero · d6 alfiere del bianco · c5 cavallo del bianco · e5 pedone del nero · e4 pedone del bianco · c3 re del nero · a2 pedone del nero · b2 torre del bianco · c2 alfiere del bianco · f2 re del bianco · a1 alfiere del nero | b8 torre del bianco · d7 pedone del nero · d6 alfiere del bianco · c5 cavallo del bianco · e5 pedone del nero · e4 pedone del bianco · c3 re del nero · a2 pedone del nero · b2 torre del bianco · c2 alfiere del bianco · f2 re del bianco · a1 alfiere del nero | b8 torre del bianco · d7 pedone del nero · d6 alfiere del bianco · c5 cavallo del bianco · e5 pedone del nero · e4 pedone del bianco · c3 re del nero · a2 pedone del nero · b2 torre del bianco · c2 alfiere del bianco · f2 re del bianco · a1 alfiere del nero | b8 torre del bianco · d7 pedone del nero · d6 alfiere del bianco · c5 cavallo del bianco · e5 pedone del nero · e4 pedone del bianco · c3 re del nero · a2 pedone del nero · b2 torre del bianco · c2 alfiere del bianco · f2 re del bianco · a1 alfiere del nero | b8 torre del bianco · d7 pedone del nero · d6 alfiere del bianco · c5 cavallo del bianco · e5 pedone del nero · e4 pedone del bianco · c3 re del nero · a2 pedone del nero · b2 torre del bianco · c2 alfiere del bianco · f2 re del bianco · a1 alfiere del nero | b8 torre del bianco · d7 pedone del nero · d6 alfiere del bianco · c5 cavallo del bianco · e5 pedone del nero · e4 pedone del bianco · c3 re del nero · a2 pedone del nero · b2 torre del bianco · c2 alfiere del bianco · f2 re del bianco · a1 alfiere del nero | b8 torre del bianco · d7 pedone del nero · d6 alfiere del bianco · c5 cavallo del bianco · e5 pedone del nero · e4 pedone del bianco · c3 re del nero · a2 pedone del nero · b2 torre del bianco · c2 alfiere del bianco · f2 re del bianco · a1 alfiere del nero | b8 torre del bianco · d7 pedone del nero · d6 alfiere del bianco · c5 cavallo del bianco · e5 pedone del nero · e4 pedone del bianco · c3 re del nero · a2 pedone del nero · b2 torre del bianco · c2 alfiere del bianco · f2 re del bianco · a1 alfiere del nero | 2 |
| 1 | b8 torre del bianco · d7 pedone del nero · d6 alfiere del bianco · c5 cavallo del bianco · e5 pedone del nero · e4 pedone del bianco · c3 re del nero · a2 pedone del nero · b2 torre del bianco · c2 alfiere del bianco · f2 re del bianco · a1 alfiere del nero | b8 torre del bianco · d7 pedone del nero · d6 alfiere del bianco · c5 cavallo del bianco · e5 pedone del nero · e4 pedone del bianco · c3 re del nero · a2 pedone del nero · b2 torre del bianco · c2 alfiere del bianco · f2 re del bianco · a1 alfiere del nero | b8 torre del bianco · d7 pedone del nero · d6 alfiere del bianco · c5 cavallo del bianco · e5 pedone del nero · e4 pedone del bianco · c3 re del nero · a2 pedone del nero · b2 torre del bianco · c2 alfiere del bianco · f2 re del bianco · a1 alfiere del nero | b8 torre del bianco · d7 pedone del nero · d6 alfiere del bianco · c5 cavallo del bianco · e5 pedone del nero · e4 pedone del bianco · c3 re del nero · a2 pedone del nero · b2 torre del bianco · c2 alfiere del bianco · f2 re del bianco · a1 alfiere del nero | b8 torre del bianco · d7 pedone del nero · d6 alfiere del bianco · c5 cavallo del bianco · e5 pedone del nero · e4 pedone del bianco · c3 re del nero · a2 pedone del nero · b2 torre del bianco · c2 alfiere del bianco · f2 re del bianco · a1 alfiere del nero | b8 torre del bianco · d7 pedone del nero · d6 alfiere del bianco · c5 cavallo del bianco · e5 pedone del nero · e4 pedone del bianco · c3 re del nero · a2 pedone del nero · b2 torre del bianco · c2 alfiere del bianco · f2 re del bianco · a1 alfiere del nero | b8 torre del bianco · d7 pedone del nero · d6 alfiere del bianco · c5 cavallo del bianco · e5 pedone del nero · e4 pedone del bianco · c3 re del nero · a2 pedone del nero · b2 torre del bianco · c2 alfiere del bianco · f2 re del bianco · a1 alfiere del nero | b8 torre del bianco · d7 pedone del nero · d6 alfiere del bianco · c5 cavallo del bianco · e5 pedone del nero · e4 pedone del bianco · c3 re del nero · a2 pedone del nero · b2 torre del bianco · c2 alfiere del bianco · f2 re del bianco · a1 alfiere del nero | 1 |
|   | a | b | c | d | e | f | g | h |   |

Soluzione:
1. Tc8 !  (Zugzwang) 

1. ...Rc4 2. Ce6# 

1. ...Rd2/d4/Axb2 2. Cb3# 

|   | a | b | c | d | e | f | g | h |   |
| 8 | e8 torre del bianco · b7 re del nero · a6 alfiere del nero · b6 pedone del nero · b5 pedone del nero · d5 pedone del bianco · b4 re del bianco · b2 alfiere del bianco · d1 donna del bianco | e8 torre del bianco · b7 re del nero · a6 alfiere del nero · b6 pedone del nero · b5 pedone del nero · d5 pedone del bianco · b4 re del bianco · b2 alfiere del bianco · d1 donna del bianco | e8 torre del bianco · b7 re del nero · a6 alfiere del nero · b6 pedone del nero · b5 pedone del nero · d5 pedone del bianco · b4 re del bianco · b2 alfiere del bianco · d1 donna del bianco | e8 torre del bianco · b7 re del nero · a6 alfiere del nero · b6 pedone del nero · b5 pedone del nero · d5 pedone del bianco · b4 re del bianco · b2 alfiere del bianco · d1 donna del bianco | e8 torre del bianco · b7 re del nero · a6 alfiere del nero · b6 pedone del nero · b5 pedone del nero · d5 pedone del bianco · b4 re del bianco · b2 alfiere del bianco · d1 donna del bianco | e8 torre del bianco · b7 re del nero · a6 alfiere del nero · b6 pedone del nero · b5 pedone del nero · d5 pedone del bianco · b4 re del bianco · b2 alfiere del bianco · d1 donna del bianco | e8 torre del bianco · b7 re del nero · a6 alfiere del nero · b6 pedone del nero · b5 pedone del nero · d5 pedone del bianco · b4 re del bianco · b2 alfiere del bianco · d1 donna del bianco | e8 torre del bianco · b7 re del nero · a6 alfiere del nero · b6 pedone del nero · b5 pedone del nero · d5 pedone del bianco · b4 re del bianco · b2 alfiere del bianco · d1 donna del bianco | 8 |
| 7 | e8 torre del bianco · b7 re del nero · a6 alfiere del nero · b6 pedone del nero · b5 pedone del nero · d5 pedone del bianco · b4 re del bianco · b2 alfiere del bianco · d1 donna del bianco | e8 torre del bianco · b7 re del nero · a6 alfiere del nero · b6 pedone del nero · b5 pedone del nero · d5 pedone del bianco · b4 re del bianco · b2 alfiere del bianco · d1 donna del bianco | e8 torre del bianco · b7 re del nero · a6 alfiere del nero · b6 pedone del nero · b5 pedone del nero · d5 pedone del bianco · b4 re del bianco · b2 alfiere del bianco · d1 donna del bianco | e8 torre del bianco · b7 re del nero · a6 alfiere del nero · b6 pedone del nero · b5 pedone del nero · d5 pedone del bianco · b4 re del bianco · b2 alfiere del bianco · d1 donna del bianco | e8 torre del bianco · b7 re del nero · a6 alfiere del nero · b6 pedone del nero · b5 pedone del nero · d5 pedone del bianco · b4 re del bianco · b2 alfiere del bianco · d1 donna del bianco | e8 torre del bianco · b7 re del nero · a6 alfiere del nero · b6 pedone del nero · b5 pedone del nero · d5 pedone del bianco · b4 re del bianco · b2 alfiere del bianco · d1 donna del bianco | e8 torre del bianco · b7 re del nero · a6 alfiere del nero · b6 pedone del nero · b5 pedone del nero · d5 pedone del bianco · b4 re del bianco · b2 alfiere del bianco · d1 donna del bianco | e8 torre del bianco · b7 re del nero · a6 alfiere del nero · b6 pedone del nero · b5 pedone del nero · d5 pedone del bianco · b4 re del bianco · b2 alfiere del bianco · d1 donna del bianco | 7 |
| 6 | e8 torre del bianco · b7 re del nero · a6 alfiere del nero · b6 pedone del nero · b5 pedone del nero · d5 pedone del bianco · b4 re del bianco · b2 alfiere del bianco · d1 donna del bianco | e8 torre del bianco · b7 re del nero · a6 alfiere del nero · b6 pedone del nero · b5 pedone del nero · d5 pedone del bianco · b4 re del bianco · b2 alfiere del bianco · d1 donna del bianco | e8 torre del bianco · b7 re del nero · a6 alfiere del nero · b6 pedone del nero · b5 pedone del nero · d5 pedone del bianco · b4 re del bianco · b2 alfiere del bianco · d1 donna del bianco | e8 torre del bianco · b7 re del nero · a6 alfiere del nero · b6 pedone del nero · b5 pedone del nero · d5 pedone del bianco · b4 re del bianco · b2 alfiere del bianco · d1 donna del bianco | e8 torre del bianco · b7 re del nero · a6 alfiere del nero · b6 pedone del nero · b5 pedone del nero · d5 pedone del bianco · b4 re del bianco · b2 alfiere del bianco · d1 donna del bianco | e8 torre del bianco · b7 re del nero · a6 alfiere del nero · b6 pedone del nero · b5 pedone del nero · d5 pedone del bianco · b4 re del bianco · b2 alfiere del bianco · d1 donna del bianco | e8 torre del bianco · b7 re del nero · a6 alfiere del nero · b6 pedone del nero · b5 pedone del nero · d5 pedone del bianco · b4 re del bianco · b2 alfiere del bianco · d1 donna del bianco | e8 torre del bianco · b7 re del nero · a6 alfiere del nero · b6 pedone del nero · b5 pedone del nero · d5 pedone del bianco · b4 re del bianco · b2 alfiere del bianco · d1 donna del bianco | 6 |
| 5 | e8 torre del bianco · b7 re del nero · a6 alfiere del nero · b6 pedone del nero · b5 pedone del nero · d5 pedone del bianco · b4 re del bianco · b2 alfiere del bianco · d1 donna del bianco | e8 torre del bianco · b7 re del nero · a6 alfiere del nero · b6 pedone del nero · b5 pedone del nero · d5 pedone del bianco · b4 re del bianco · b2 alfiere del bianco · d1 donna del bianco | e8 torre del bianco · b7 re del nero · a6 alfiere del nero · b6 pedone del nero · b5 pedone del nero · d5 pedone del bianco · b4 re del bianco · b2 alfiere del bianco · d1 donna del bianco | e8 torre del bianco · b7 re del nero · a6 alfiere del nero · b6 pedone del nero · b5 pedone del nero · d5 pedone del bianco · b4 re del bianco · b2 alfiere del bianco · d1 donna del bianco | e8 torre del bianco · b7 re del nero · a6 alfiere del nero · b6 pedone del nero · b5 pedone del nero · d5 pedone del bianco · b4 re del bianco · b2 alfiere del bianco · d1 donna del bianco | e8 torre del bianco · b7 re del nero · a6 alfiere del nero · b6 pedone del nero · b5 pedone del nero · d5 pedone del bianco · b4 re del bianco · b2 alfiere del bianco · d1 donna del bianco | e8 torre del bianco · b7 re del nero · a6 alfiere del nero · b6 pedone del nero · b5 pedone del nero · d5 pedone del bianco · b4 re del bianco · b2 alfiere del bianco · d1 donna del bianco | e8 torre del bianco · b7 re del nero · a6 alfiere del nero · b6 pedone del nero · b5 pedone del nero · d5 pedone del bianco · b4 re del bianco · b2 alfiere del bianco · d1 donna del bianco | 5 |
| 4 | e8 torre del bianco · b7 re del nero · a6 alfiere del nero · b6 pedone del nero · b5 pedone del nero · d5 pedone del bianco · b4 re del bianco · b2 alfiere del bianco · d1 donna del bianco | e8 torre del bianco · b7 re del nero · a6 alfiere del nero · b6 pedone del nero · b5 pedone del nero · d5 pedone del bianco · b4 re del bianco · b2 alfiere del bianco · d1 donna del bianco | e8 torre del bianco · b7 re del nero · a6 alfiere del nero · b6 pedone del nero · b5 pedone del nero · d5 pedone del bianco · b4 re del bianco · b2 alfiere del bianco · d1 donna del bianco | e8 torre del bianco · b7 re del nero · a6 alfiere del nero · b6 pedone del nero · b5 pedone del nero · d5 pedone del bianco · b4 re del bianco · b2 alfiere del bianco · d1 donna del bianco | e8 torre del bianco · b7 re del nero · a6 alfiere del nero · b6 pedone del nero · b5 pedone del nero · d5 pedone del bianco · b4 re del bianco · b2 alfiere del bianco · d1 donna del bianco | e8 torre del bianco · b7 re del nero · a6 alfiere del nero · b6 pedone del nero · b5 pedone del nero · d5 pedone del bianco · b4 re del bianco · b2 alfiere del bianco · d1 donna del bianco | e8 torre del bianco · b7 re del nero · a6 alfiere del nero · b6 pedone del nero · b5 pedone del nero · d5 pedone del bianco · b4 re del bianco · b2 alfiere del bianco · d1 donna del bianco | e8 torre del bianco · b7 re del nero · a6 alfiere del nero · b6 pedone del nero · b5 pedone del nero · d5 pedone del bianco · b4 re del bianco · b2 alfiere del bianco · d1 donna del bianco | 4 |
| 3 | e8 torre del bianco · b7 re del nero · a6 alfiere del nero · b6 pedone del nero · b5 pedone del nero · d5 pedone del bianco · b4 re del bianco · b2 alfiere del bianco · d1 donna del bianco | e8 torre del bianco · b7 re del nero · a6 alfiere del nero · b6 pedone del nero · b5 pedone del nero · d5 pedone del bianco · b4 re del bianco · b2 alfiere del bianco · d1 donna del bianco | e8 torre del bianco · b7 re del nero · a6 alfiere del nero · b6 pedone del nero · b5 pedone del nero · d5 pedone del bianco · b4 re del bianco · b2 alfiere del bianco · d1 donna del bianco | e8 torre del bianco · b7 re del nero · a6 alfiere del nero · b6 pedone del nero · b5 pedone del nero · d5 pedone del bianco · b4 re del bianco · b2 alfiere del bianco · d1 donna del bianco | e8 torre del bianco · b7 re del nero · a6 alfiere del nero · b6 pedone del nero · b5 pedone del nero · d5 pedone del bianco · b4 re del bianco · b2 alfiere del bianco · d1 donna del bianco | e8 torre del bianco · b7 re del nero · a6 alfiere del nero · b6 pedone del nero · b5 pedone del nero · d5 pedone del bianco · b4 re del bianco · b2 alfiere del bianco · d1 donna del bianco | e8 torre del bianco · b7 re del nero · a6 alfiere del nero · b6 pedone del nero · b5 pedone del nero · d5 pedone del bianco · b4 re del bianco · b2 alfiere del bianco · d1 donna del bianco | e8 torre del bianco · b7 re del nero · a6 alfiere del nero · b6 pedone del nero · b5 pedone del nero · d5 pedone del bianco · b4 re del bianco · b2 alfiere del bianco · d1 donna del bianco | 3 |
| 2 | e8 torre del bianco · b7 re del nero · a6 alfiere del nero · b6 pedone del nero · b5 pedone del nero · d5 pedone del bianco · b4 re del bianco · b2 alfiere del bianco · d1 donna del bianco | e8 torre del bianco · b7 re del nero · a6 alfiere del nero · b6 pedone del nero · b5 pedone del nero · d5 pedone del bianco · b4 re del bianco · b2 alfiere del bianco · d1 donna del bianco | e8 torre del bianco · b7 re del nero · a6 alfiere del nero · b6 pedone del nero · b5 pedone del nero · d5 pedone del bianco · b4 re del bianco · b2 alfiere del bianco · d1 donna del bianco | e8 torre del bianco · b7 re del nero · a6 alfiere del nero · b6 pedone del nero · b5 pedone del nero · d5 pedone del bianco · b4 re del bianco · b2 alfiere del bianco · d1 donna del bianco | e8 torre del bianco · b7 re del nero · a6 alfiere del nero · b6 pedone del nero · b5 pedone del nero · d5 pedone del bianco · b4 re del bianco · b2 alfiere del bianco · d1 donna del bianco | e8 torre del bianco · b7 re del nero · a6 alfiere del nero · b6 pedone del nero · b5 pedone del nero · d5 pedone del bianco · b4 re del bianco · b2 alfiere del bianco · d1 donna del bianco | e8 torre del bianco · b7 re del nero · a6 alfiere del nero · b6 pedone del nero · b5 pedone del nero · d5 pedone del bianco · b4 re del bianco · b2 alfiere del bianco · d1 donna del bianco | e8 torre del bianco · b7 re del nero · a6 alfiere del nero · b6 pedone del nero · b5 pedone del nero · d5 pedone del bianco · b4 re del bianco · b2 alfiere del bianco · d1 donna del bianco | 2 |
| 1 | e8 torre del bianco · b7 re del nero · a6 alfiere del nero · b6 pedone del nero · b5 pedone del nero · d5 pedone del bianco · b4 re del bianco · b2 alfiere del bianco · d1 donna del bianco | e8 torre del bianco · b7 re del nero · a6 alfiere del nero · b6 pedone del nero · b5 pedone del nero · d5 pedone del bianco · b4 re del bianco · b2 alfiere del bianco · d1 donna del bianco | e8 torre del bianco · b7 re del nero · a6 alfiere del nero · b6 pedone del nero · b5 pedone del nero · d5 pedone del bianco · b4 re del bianco · b2 alfiere del bianco · d1 donna del bianco | e8 torre del bianco · b7 re del nero · a6 alfiere del nero · b6 pedone del nero · b5 pedone del nero · d5 pedone del bianco · b4 re del bianco · b2 alfiere del bianco · d1 donna del bianco | e8 torre del bianco · b7 re del nero · a6 alfiere del nero · b6 pedone del nero · b5 pedone del nero · d5 pedone del bianco · b4 re del bianco · b2 alfiere del bianco · d1 donna del bianco | e8 torre del bianco · b7 re del nero · a6 alfiere del nero · b6 pedone del nero · b5 pedone del nero · d5 pedone del bianco · b4 re del bianco · b2 alfiere del bianco · d1 donna del bianco | e8 torre del bianco · b7 re del nero · a6 alfiere del nero · b6 pedone del nero · b5 pedone del nero · d5 pedone del bianco · b4 re del bianco · b2 alfiere del bianco · d1 donna del bianco | e8 torre del bianco · b7 re del nero · a6 alfiere del nero · b6 pedone del nero · b5 pedone del nero · d5 pedone del bianco · b4 re del bianco · b2 alfiere del bianco · d1 donna del bianco | 1 |
|   | a | b | c | d | e | f | g | h |   |

Soluzione:
1. Ah8 !
1. ...Ra7  2. Da1 Rb7  3. Dg7# 

1. ...Rc7  2. Dc2+ Rb7  3. Dh7#